# NGC 6069
NGC 6069 est une vaste galaxie elliptique (lenticulaire ?) située dans la constellation de la Couronne boréale. Sa vitesse par rapport au fond diffus cosmologique est de 11 574 ± 5 km/s, ce qui correspond à une distance de Hubble de 170,7 ± 12,0 Mpc (∼557 millions d'al). NGC 6069 a été découverte par l'astronome français Édouard Stephan en 1882.
À ce jour, une mesure non basée sur le décalage vers le rouge (redshift) donne une distance d'environ 151,000 Mpc (∼493 millions d'al). Cette valeur est à l'extérieur des valeurs de la distance de Hubble, mais compatible avec celles-ci. Notons cependant que c'est avec la valeur moyenne des mesures indépendantes, lorsqu'elles existent, que la base de données NASA/IPAC calcule le diamètre d'une galaxie et qu'en conséquence le diamètre de NGC 6069 pourrait être d'environ 53,4 kpc (∼174 000 al) si on utilisait la distance de Hubble pour le calculer.